# Heuringhem
Heuringhem är en kommun i departementet Pas-de-Calais i regionen Hauts-de-France i norra Frankrike. Kommunen ligger i kantonen Aire-sur-la-Lys som tillhör arrondissementet Saint-Omer. År 2022 hade Heuringhem 1 389 invånare.

## Befolkningsutveckling
Antalet invånare i kommunen Heuringhem
| Referens: INSEE |